# شبل پایین
شبل پایین (به عربی: شبیلی السفلی) یک منطقهٔ مسکونی در سومالی است که در سومالی واقع شده‌است.